# Nomi Munekatsu
Nomi Munekatsu est un nom japonais traditionnel ; le nom de famille (ou le nom d'école), Nomi, précède donc le prénom (ou le nom d'artiste).
Nomi Munekatsu (乃美宗勝, Nomi Munekatsu, 1527-28 octobre 1592) est un samouraï des époques Sengoku et Azumi Momoyama au service du clan Mori et obligé direct de Kobayakawa Takakage. Il combat les forces navales d'Oda Nobunaga menées par Kuki Yoshitaka lors des deux batailles de Kizugawaguchi en 1576 et 1578. 

## Source de la traduction
- (en) Cet article est partiellement ou en totalité issu de l’article de Wikipédia en anglais intitulé « Nomi Munekatsu » (voir la liste des auteurs).